# دیز لیک
دیز لیک (به انگلیسی: Dease Lake) یک منطقهٔ مسکونی در کانادا است که در کیدیمیت استکاین واقع شده‌است. دیز لیک ۸٫۵۶ کیلومتر مربع مساحت و ۳۰۳ نفر جمعیت دارد.